# Љубица Ивошевић-Димитров
Љубица Ивошевић Димитров (буг. Люба Ивошевич-Димитрова; Сараново, код Раче, 17. јул 1884 — Москва, 27. мај 1933) била је текстилна радница, прва српска револуционарна песникиња и супруга Георги Димитрова.

### Биографија
Рођена је 17. јула 1880. године у селу Саранову, код Раче. После завршене основне школе, завршила је кројачки занат. Као млада кројачка радница у Крагујевцу, приступила је радничком покрету. Била је веома активна у Савезу шивачких радника и самоука и чланица Српске социјалдемократске странке (ССДС). Радила је и на стварању првих синдикалних савеза у Србији.
Године 1902. је прешла да живи у Бугарску. У Софији је радила у студију луксузне одеће, а касније је постала и управник радње. Тамо је такође била активна у радничком покрету и учланила се у Бугарску радничку социјалдемократску партију (БРСДП). У Сливену је 1903. године упознала Георгија Димитрова, словослагача и партијског функционера, за ког се удала 1906. године.
Од 1909. до 1912. године је била уредник радничког листа „Кројачки радник“ (буг. Шивашки работник). Од 1914. године је била члан Централне женске комисије при Централном комитету БРСДП. Године 1920. је као делегат БРСД присуствовала Другом конгресу Комунистичке партије Југославије у Вуковару.
Године 1919. њен муж Георги Димитров постаје вођа БРСДП, којој убрзо мења назив у Бугарска комунистичка партија. Године 1923. он је био један од вођа неуспелог Септембарског устанка, после ког је заједно са супругом емигрирао у Москву. За време емиграције, била је члан Свесавезне комунистичке партије (бољшевика) (СКП(б)) и Савеза совјетских писаца.
Бавила се и писањем песама — објављивала је песме о социјалним проблемима. Прву песму „Напред“ објавила је у „Радничким новинама“ 1902. године. Песме је објављивала и касније у Бугарској, на српском и бугарском језику. У периоду од 1902. до 1923. у српској радничкој штампи објављено је 25 њених песама, а два прозна рада у Бугарској 1920. и 1922. године.
У нервном растројству извршила је самоубиство скочивши са трећег спрата 27. маја 1933. године и сахрањена је у Москви.
Једна улица у београдском насељу Церак носи њено име.